# Boulieu-lès-Annonay
Boulieu-lès-Annonay è un comune francese di 2 154 abitanti situato nel dipartimento dell'Ardèche della regione dell'Alvernia-Rodano-Alpi.

## Società

### Evoluzione demografica
Abitanti censiti